# Beziehungen zwischen dem Heiligen Stuhl und Polen
Die Beziehungen zwischen Polen und dem Heiligen Stuhl sind die außenpolitischen Beziehungen zwischen Polen und dem Heiligen Stuhl.
Die Beziehungen reichen zurück bis ins 10. Jahrhundert, als der polnische Herzog Mieszko I. 966 das lateinische Christentum annahm und 973 das Bistum Posen gegründet wurde. Im Jahr 1000 wurde die polnische Kirchenprovinz neu geordnet. Im Konflikt zwischen Kaiser und Papst im 11. und 12. Jahrhundert standen die polnischen Herrscher meist auf Seite des Papstes. Sie beteiligten sich an den Kreuzzügen gegen die heidnischen Elbslawen und Balten im 12. und 13. Jahrhundert. Als im 14. Jahrhundert der Konflikt zwischen dem Königreich Polen und dem Deutschen Orden ausbrach, unterstützten die Päpste meist den Deutschen Orden. Auf der anderen Seite liebäugelten die Jagiellonen mit den Hussiten in Böhmen. Rom drängte die polnischen Könige im 15. Jahrhundert zum Krieg gegen das osmanische Reich, was zur Niederlage in der Schlacht bei Warna 1444 führte. Die päpstlichen Legaten in Krakau verfolgten oft eine pro-habsburgerische Politik zu Lasten der polnisch-litauischen Interessen. 
Während der Reformation verfolgten die Machthaber in Polen-Litauen eine tolerante Religionspolitik und die Protestanten sicherten ihre Rechte in der Consensus von Sandomir/Konföderation von Warschau und den Articuli Henriciani. 
In der Zeit der Gegenreformation gelang es jedoch den Jesuiten, die Könige aus dem Haus Wasa zu ziehen. Sie sicherten sich durch die Gründung zahlreicher Jesuitenschulen und -kollege Einfluss auf den jungen Adel ab Anfang des 17. Jahrhunderts. König Johann III. Sobieski ließ sich zu einem Bündnis mit den Habsburgern gegen das Osmanische Reich bewegen, das zur Schlacht am Kahlenberg 1683 sowie zur Gründung der Heiligen Liga führte. 
Der Heilige Stuhl unterstützte die Reformen der Aufklärung in Polen-Litauen im 18. Jahrhundert nicht, die zu großen Teilen von polnischen Freimaurern vorangetrieben wurden. Bei der Konföderation von Bar stellten sich die Päpste gegen die Aufständischen und verurteilten auch die Polnischen Teilungen nicht. Bei den Reformen des Großen Sejm waren die Päpste Gegner der Verfassung vom 3. Mai und unterstützten die russlandtreue Konföderation von Targowica. Während des Novemberaufstandes 1830 verurteilte der Papst Gregor XVI. in der Enzyklika Cum primum das Vorgehen der Freiheitskämpfer und mahnte sie zum Gehorsam gegenüber dem Zaren. Auch während des Januaraufstandes 1863–1865 stellte sich Papst Pius IX. auf die Seite des Zaren. 
Dagegen befürwortete Papst Benedikt XV. während des Ersten Weltkriegs die Schaffung eines unabhängigen polnischen Staates. Die Zweite Polnische Republik unterzeichnete mit dem Vatikan 1925 ein Konkordat. Nachdem im Maiputsch die linke Sanacja in Warschau an die Macht kam, gehörten die polnischen (Erz-)Bischöfe Józef Teodorowicz, Adam Stefan Sapieha, Romuald Jałbrzykowski, Stanisław Gall, Stanisław Łukomski und Henryk Przeździecki zu ihren schärften Gegnern. 
Nach dem Zweiten Weltkrieg wurde das Konkordat von der kommunistischen Regierung noch 1945 aufgekündigt. Der Heilige Stuhl dagegen erkannte die kommunistische Regierung in der Volksrepublik Polen lange nicht an und unterhielt bis zum Pontifikat von Paul VI. diplomatische Beziehungen mit der Polnischen Exilregierung in London. Erst 1972 erkannte der Heilige Stuhl die kommunistische Regierung in Warschau an und brach die Beziehungen zur Londoner Exilregierung ab. Ab 1974 wurde in der polnischen Botschaft in Rom eine Einheit für die Beziehungen mit dem Vatikan eingerichtet. Offiziell wurden jedoch auch nach der Wahl von Johannes Paul II. zum Papst 1978 keine diplomatischen Beziehungen zwischen der Volksrepublik Polen und dem Vatikan aufgenommen. 
Erst nach den Juniwahlen 1989 trat die neue Regierung in Polen an den Heiligen Stuhl mit der Bitte um Aufnahme diplomatischer Beziehungen heran. Im Oktober 1989 wurde dann eine polnische Botschaft beim Vatikan eingerichtet. Ein neues Konkordat wurde 1993 geschlossen, das 1998 in Polen ratifiziert wurde.